# Peucangpari
Peucangpari is een bestuurslaag in het regentschap Lebak van de provincie Banten, Indonesië. Peucangpari telt 3403 inwoners (volkstelling 2010).